# Patriottentijd in Bolsward

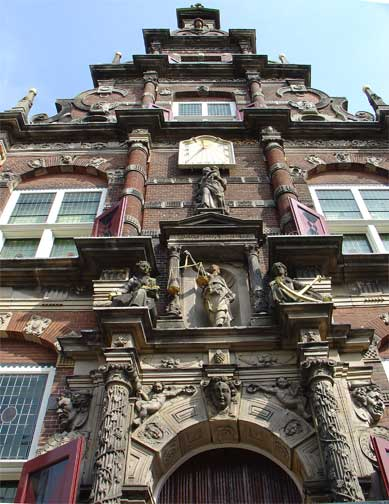
Voorgevel van het stadhuis van Bolsward

De patriotten in Bolsward behaalden tussen 1782 en 1789 landelijke aandacht van de pers, vanwege hun verzet en strijd tegen het stadhouderlijk stelsel en de opsluiting en veroordeling van een aantal patriotten.

## Voorspel
In 1773 stelde de stadhouder Willem V voor de vroedschap van Bolsward - bestaande uit zes burgemeesters, twee raadslieden en 24 vroedschapsleden - te halveren. Er waren onvoldoende gekwalificeerde kandidaten op een bevolking van 2.500 inwoners. Bovendien waren katholieken (ongeveer 30% van de bevolking), doopsgezinden (5%) en luthersen en joden (5%) destijds uitgesloten van het vroedschapsambt. Omdat er onenigheid ontstond, kwam er een nieuw voorstel in 1776, waarbij de raad met slechts een derde zou worden verminderd. In 1778 stelde de stadhouder voor het onderwerp te laten rusten, omdat alsnog een lid tegenstemde. Blijkbaar was een meerderheid van stemmen onvoldoende. Niettemin liet de prinsgezinde burgemeester Schelto van Hiemstra in zijn volgende ambtsperiode de vroedschap op autocratische wijze "uitsterven". Misschien niet onterechte, want Amsterdam, een stad van ruim 200.000 inwoners beschikte destijds over vier burgemeesters en 34 vroedschapsleden.
In december 1782 werd burgemeester Van Hiemstra, die niet in Bolsward woonde en evenals zijn voorgangers nooit ambtengeld had betaald, buitenspel gezet. De spanning was opgelopen omdat Van Hiemstra in augustus van dat jaar een Oranjegezinde stadssecretaris had willen benoemen, nog voordat de overleden secretaris begraven was. Het lukte de patriotten S. Braaksma benoemd te krijgen vanwege procedurele fouten, het eerste succes. Binnen een jaar raakte Van Hiemstra - die vaak afwezig was en bij gelegenheid op zichzelf stemde - zijn burgemeesterszetel en jarenlange afvaardiging naar de Provinciale Staten kwijt. De stadhouder onderkende dat hij in Friesland niet veel meer te zeggen had dat Van Hiemstra zich in netelige omstandigheden bevond.
De patriotten in Bolsward hadden hun opmerkelijke successen in 1782 en 1783 te danken een aantal kundige en daadkrachtige zegslieden, onder andere notaris Nicolaes Elgersma, de aardewerkfabrikant F. Tichelaar en de advocaat A. van den Burg. De patriottische magistraat van Bolsward herstelde de grootte van de vroedschap, zich baserend op het oude rechten uit 1637 en procedurele fouten. De feitelijke benoeming van een aantal nieuwe vroedschapsleden werd nog lange tijd tegengehouden, omdat de voorgedragen kandidaten over te weinig kapitaal beschikten: lidmaatschap van de gereformeerde kerk en het bezit van een eigen huis waren destijds noodzakelijke voorwaarden.

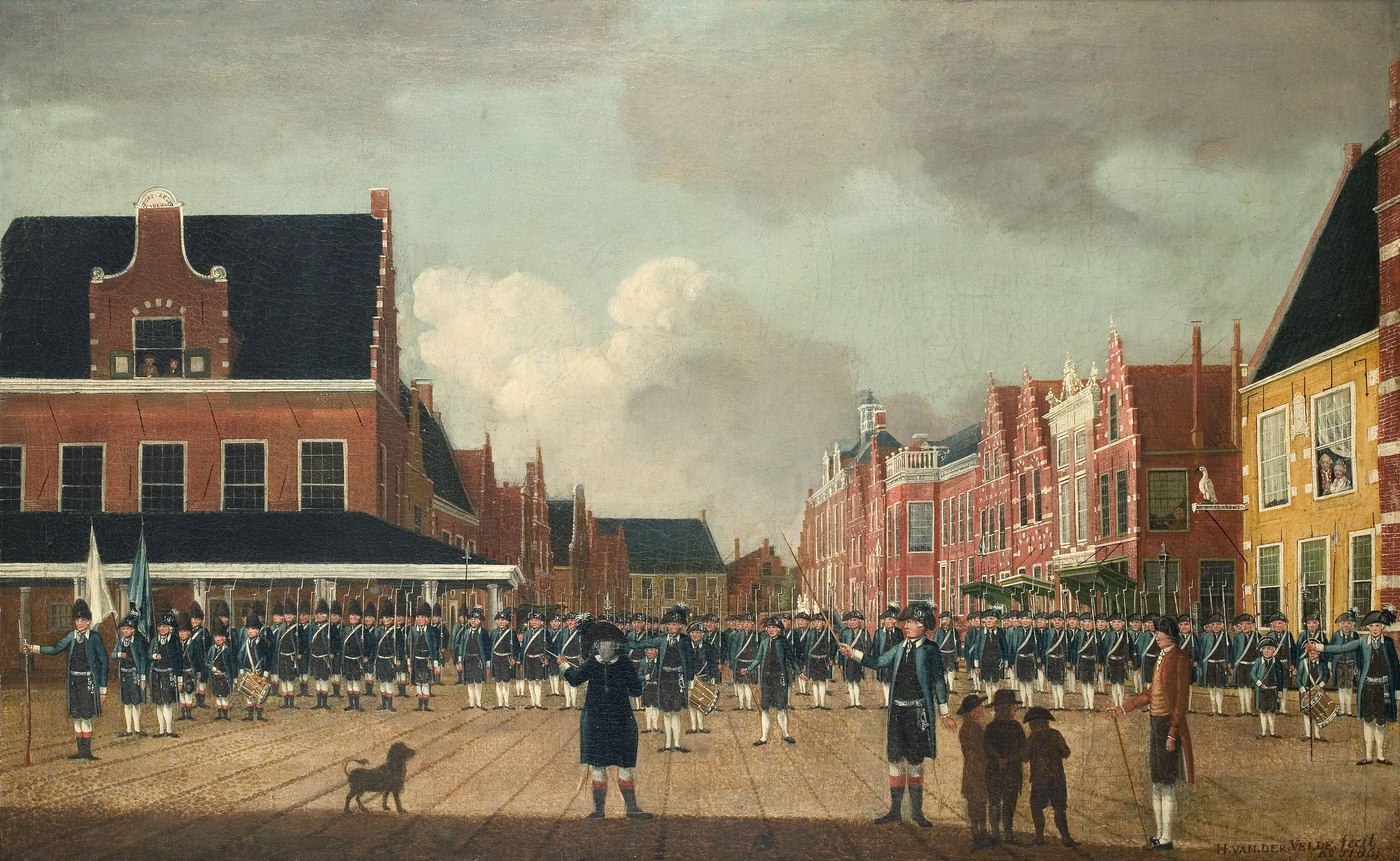
Het exercitiegenootschap in Sneek

## De vrijwillige schutterij
In de strenge en langdurige winter van 1784 was door het genootschap Vrije Friezen in Harlingen een prijsvraag uitgeschreven om praktische adviezen te leveren ten aanzien van een optimaal georganiseerde, provinciale burgermilitie. In oktober 1784, na het vertrek van hertog van Brunswijk, ontstond er een nieuwe situatie in de Republiek. Keizer Jozef II probeerde met enkele schepen een toegang over de Westerschelde te forceren. Het gevolg was de zogenaamde keteloorlog, waarbij een enkel schot viel. Op 7 januari 1785 werd in Leeuwarden (opnieuw) geprobeerd een provinciaal leger te organiseren. De angst voor woeste Kroaten en Hongaren, dienstdoend in het Oostenrijks leger, speelde een niet onbelangrijke rol in de propagandaoorlog. Huis en have, vrouw en kinderen moesten beschermd worden, zoals het werd omgeschreven.
De patriotten in Bolsward hebben op 21 januari een vrijwillige schutterij opgericht bestaande uit twee compagnieën, waarvan iedereen lid kon worden en de officieren democratisch werden gekozen. Cornelis van den Burg en Willem Lycklama à Nijeholt werden gekozen als kapitein; Mr H.J. Alberda, een jurist, afkomstig uit Ferwerd, werd kolonel. Slechts één burgemeester, G. Rondaan, stemde uiteindelijk voor, een beslissing die mogelijk nog zwaar op hem zou rusten. De vroedschap protesteerde luidkeels tegen de afwezigheid van zoveel magistraatsleden, waaronder natuurlijk de vier prinsgezinde burgemeesters. Twee voormalige patriotten kozen inmiddels voor een meer gematigde koers. Oud-burgemeester Tichelaar weigerde iedere medewerking, maar ook burgemeester Elgersma drukte zijn snor, terwijl hij n.b. enkele maanden eerder 2.600 gulden uit de tegoeden van het Sint Anthoniegasthuis had gefourneerd voor de aanschaf van wapens en uniformen. Het lot van Johan van Oldenbarnevelt was blijkbaar afdoende, om voorzichtig te zijn met het plaatsen van handtekeningen voor het organiseren van plaatselijke of provinciale milities.
Ondertussen werd door twee compagnieën van ieder 40 man wekelijks geoefend in de Broerekerk, en op ongebruikelijke wijze, opgesteld naar natuurlijke grootte. Burgemeester Van Hiemstra stelde voor twee trommels en fluiten te schenken, maar de officieren wezen het voorstel af, omdat geen ander wapen dan dat van de stad kon worden geaccepteerd. Het duurde tot 30 augustus 1786, voordat provinciale toestemming werd verleend en officieel de officieren konden werden benoemd. De krijgsraad van de vrijwillige schutterij verbood evenwel iedere festiviteit.
De situatie escaleerde in augustus 1786 naar aanleiding van de gebeurtenissen in Utrecht, waar de landelijke bijeenkomst van vrijkorpsen en exercitiegenootschappen was gehouden, maar ook zonder goedkeuring van de stadhouder zestien nieuwe vroedschapsleden waren geïnstalleerd. Daendels, die het exercitiegenootschap in Hattem aanvoerde, eiste een week later een zetel in de onvolledige, plaatselijke vroedschap op, waarop Hattum op 5 september bezet werd door stadhouderlijke troepen. De angst ontstond vervolgens dat ook het "democratisch eldorado" Utrecht zou worden bedreigd.
De vrijwillige schutterij in Bolsward diende op 11 september een voorstel in tot aankoop van kruit en munitie. Het voorstel kwam van de kapitein van de vrijwillige schutterij, Cornelis van den Burg, die eerder die dag op "democratische" wijze, dat wil zeggen zonder goedkeuring van de stadhouder, als burgemeester was benoemd. Elgersma, de rijkste man in Bolsward, was inmiddels van geheel van gedachte veranderd en richtte zijn aandacht op een financiële positie in de Provinciale Staten. Het lukte hem om Van Hiemstra te passeren, die daarop bij de stadhouder zijn beklag deed. Vanwege een soort samenscholingsverbod is er weinig bekend over de patriotten en de vrijwillige schutterij in de periode oktober 1786 tot mei 1787, maar de situatie bleef gisten omdat in Friesland op 1 juni 1787 nieuwe regeringsreglementen in werking zouden treden.

## Onrust in Bolsward

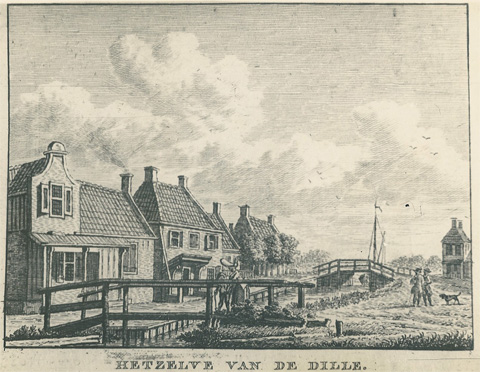
De dille (= brug) bij Oosterwierum rond 1750, met de herberg, waar van paarden werd gewisseld

In de zomer van 1787 laaide het conflict op, niet alleen omdat de stad Utrecht werd aangevallen. Eind mei werd het de exercitiegenootschappen in Friesland verboden nieuwe wapens aan te schaffen. Studenten en hoogleraren in Franeker werd verboden aan exercities deel te nemen. In augustus verbood Provinciale Staten bij de dreiging van een Pruisische inval Holland hulp te bieden. Een tiental Friese statenleden onder leiding van Court Lambertus van Beyma, de leider van de Friese patriotten, verschanste zich daarop in Franeker. In Bolsward werden in de eerste week van september een aantal defensieve maatregelen getroffen: het stadje is binnen een week door de vrijwillige schutterij in staat van paraatheid gebracht. De bolwerken werden opgehoogd onder leiding van de uit Siegen afkomstige schoolmeester H.C. Achenbach, een ex-militair uit het Staatse leger. Er werd 500 gulden geleend van de advocaat Taco Mesdag om de arbeiders op zaterdagavond in de kroeg uit te betalen.
Niet iedere patriot in Bolsward was bereid de rebellerende "Franeker Staten" te steunen, zo blijkt uit de processtukken. Er hebben zich felle discussies voorgedaan op maandagavond 10 september, nadat de plaatselijke herberg t Fontein in de Marktstraat was omsingeld door een vliegend legertje van vijftig patriotten, afkomstig uit Barradeel. Het personeel hoorde binnen gevloek en getier. De officieren van de vrijwillige schutterij, die binnen vergaderden, werden voor stijfkoppen uitgemaakt. De officieren moesten het declaratoir (een pleidooi voor herstel van rechten en vrijheden) niet lezen, maar ondertekenen, zodat het nog diezelfde avond kon worden teruggebracht! Tot diep in de nacht werd bij Boltjes thuis de ontstane situatie besproken en koffie gedronken. Ook onder de bevolking ontstond angst. Een vrouw, die ooit haar huis oranje had geverfd, was gelijk die avond begonnen het over te schilderen.
De auxiliairen (hulptroepen) werden de eerste nacht ondergebracht in de school van meester Achenbach. De volgende dag werden de stadspoorten gesloten en de bruggen gebarricadeerd, nadat er gezamenlijk was geparadeerd. Nog snel werd een poging ondernomen de stadskas in veiligheid te brengen. P. Westerbaan en zijn vrouw, in een sjees op weg naar Leeuwarden, werden 18 km achternagezeten door Willem Lycklama à Nijeholt, tot aan de brug bij Oosterwierum. Bij de terugkeer van het gezelschap stelde burgemeester D. Eerdmans in toespraak voor het geld aan de Staten in Franeker te schenken. Na afloop werd bij Westerbaan thuis nog een borrel geschonken.
Om een lang verhaal kort te maken, na een week gedelibereer erkende de dralende vroedschap van Bolsward op 17 september 1787, nadat een zestal afgevaardigden het stadhuis was binnen gedrongen, als enige stad in Friesland de "Pretense Staten" in Franeker. De patriotse burgemeesters B. Braaksma en Eerdmans stemden toe, zodat de rust in het stadje zou kunnen terugkeren. Het standpunt van Cornelis van den Burg behoeft nauwelijks uitleg. De andere burgemeesters zaten al weken thuis, niet bereid enige actie te ondersteunen.
Inmiddels dreigde Van Beyma de dijken door te steken als Friesland bezet zou worden door een onderdeel van het Pruisisch leger, dat naar het noorden oprukte. Albertus Lycklama à Nijeholt, een textielhandelaar uit Bolsward, wie in 1787 uitweek naar St. Omer en in maart 1795 terugkeerde te Bolsward als kapitein van het Bataafs Legioen, vertrok samen met de zilversmid B. Jelgerhuis om een aantal kanonnen uit Sloten naar Lemmer te verslepen. Toen op zondagmiddag 23 september duidelijk werd dat prins Willem V teruggekeerd was naar Den Haag, er onvoldoende steun van de bevolking was, de financiële middelen beperkt waren, Frankrijk niet te hulp zou komen, werd het de patriotten in Friesland aangeraden via Lemmer en Stavoren naar Amsterdam te vluchten. Een tweetal, de kolonel J. Boltjes en de majoor F. de Boer, vluchtte (via Ameland) naar Bremen. Wopko Cnoop leende de laatste nog honderd gulden.

## Nawerking
De zeven achtergebleven officieren van de vrijwillige schutterij en drie burgergecommitteerden - eerder die maand in de haast benoemd om de vroedschap te controleren - werden in de nacht van 1 oktober in een trekschuit naar Leeuwarden gebracht. Onder hen bevond zich de doopsgezinde fabrikant Wopke Cnoop, die in de gevangenis een kort en verward dagboek bijhield van zijn belevenissen. Door een misverstand - het was niet duidelijk wie de sleutel had - vergat de vluchtende Van Beyma (of zijn secretaris) ondertekende en dus uitermate belastende stukken uit Franeker mee te nemen. Voor justitie was het daarna "gemakkelijk" een zevental patriotten uit Bolsward te veroordelen. Cornelis van den Burg kreeg een van de zwaarste straffen die destijds zijn uitgesproken. Hij werd ter dood veroordeeld vanwege zijn radicale democratische opvattingen. Evenwel, geblinddoekt en knielende op het schavot werd hij naar binnen geroepen. Hij kreeg te horen, dat hem voor twintig jaar de toegang tot Friesland werd ontzegd en binnen drie dagen het land moest ruimen. De andere gevangenen kregen tien, zes, vier jaar verbanning of een geldboete opgelegd. Twee gevangenen stierven tijdens hun gevangenschap als gevolg van de extreme winter in 1788, die vroeg inviel. Van den Burg vertrok naar zijn vrienden in Noord-Frankrijk. Daar schoolden enkele duizenden patriotten zich in de principes van de Franse Revolutie en wachtten tot de kansen zouden keren.
In januari 1795 - bij de komst van het Bataafs Legioen - is burgemeester Van Hiemstra afgezet. Hij vluchtte van Oenkerk naar Emden. Katholieken en doopsgezinden kregen vervolgens meer rechten en afgevaardigden in de Eerste Nationale Vergadering. Overal in het land werd de erfelijkheid van ambten plechtig afgezworen. Tot slot, in 1811, in de laatste jaren van het Franse bewind, werd de raad van Bolsward alsnog gehalveerd en over de benoemde of gekozen burgemeester zijn de meningen nog steeds verdeeld.

## Gebruikte literatuur
- Keikes, W.H. (1952) Inventaris der Archieven van Bolsward.
- Nieuw Nederlands Jaarboek of vervolg der merkwaardigste geschiedenissen, die voorgevallen zijn de Vereenigde Provincies, de Generaliteitslanden en de Volksplantingen van de Staat (1783), p. 879; (1787) p. 1548-9; (1789), p. 951, 1430-4.
- Vaderlandsche Historie vervattende de geschiedenissen der Vereenigde Nederlanden, zints den aanvang der Noord-Americaansche onlusten, ...., deel IXX, p. 173-5; deel XXII, p. 22-5, 29-31.